# Nymindegab Redningsstation

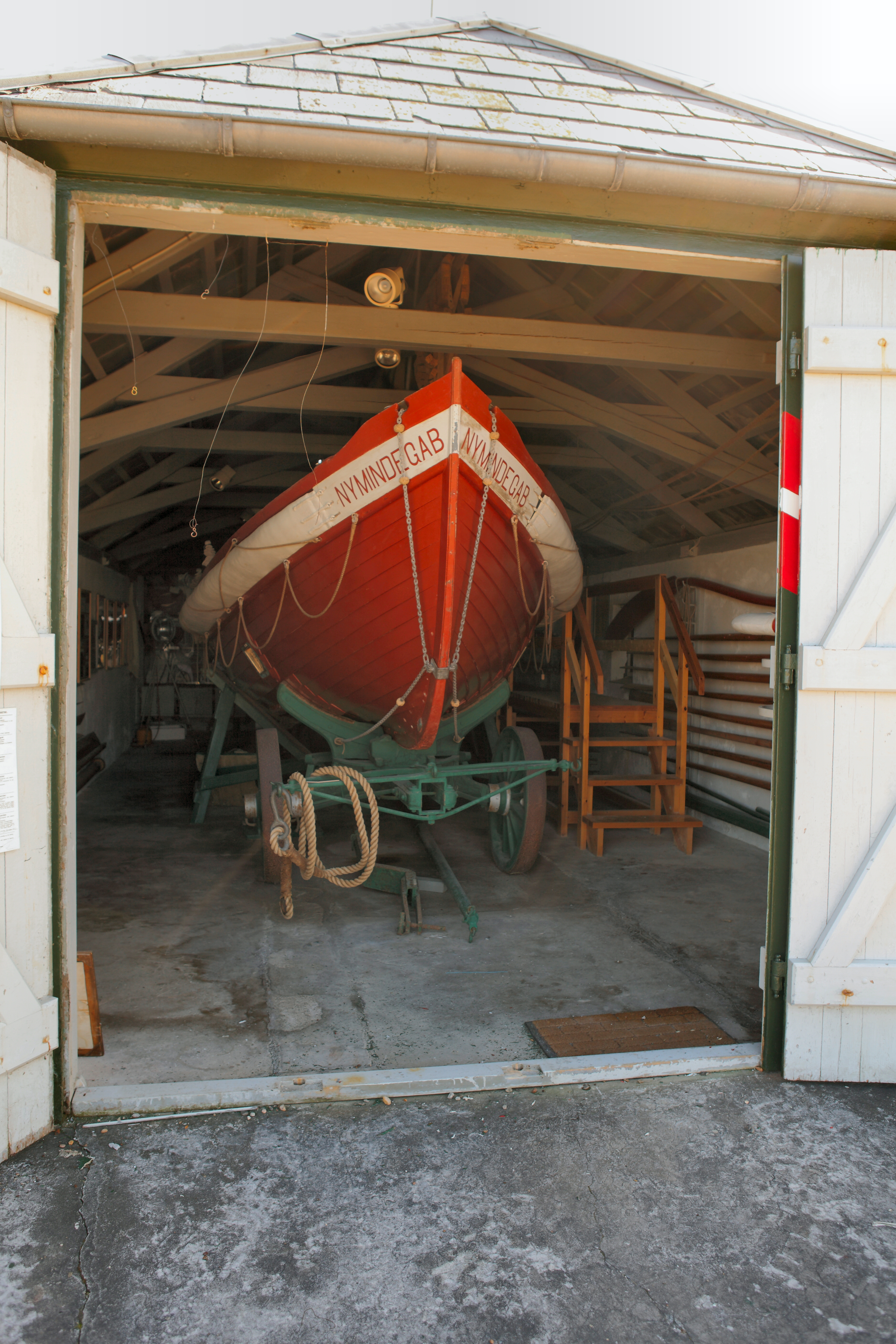
Räddningsbåten från 1890

Nymindegab Redningsstation  är en dansk före detta sjöräddningsstation i Nymindegab i Varde kommun på Jyllands västkust vid Nordsjön. Den grundades 1857 som båtstation och kompletterades 1874 med raketapparat.
Stationen lades ned 1975. Sedan 1979 är stationen ett museum som drivs av Nymindegab Museum, vilket ingår i Vardemuseerne.
På sjöräddningsstationen finns bland annat Danmarks äldsta bevarade sjöräddningsbåt i originalskick samt den utrustning, som hörde till sjöräddningsstationen, utställd. Båten står klar för insats, utrustad med raketapparat, avfyringsmekanism, räddningslinor, lanternor och räddningsstol. Båten byggdes 1890 på Orlogsværftet i Köpenhamn. Den är byggd av två centimeter tjocka plankor av amerikanskt eketrä.
Nymindegab Redningsstation har befunnits på sin nuvarande plats sedan 1892. Räddningsstationen lades ned som Båtstation 1966 och lades ned helt 1975, då Redningsvæsenet avvecklades som självständig myndighet. Båten bevarades efter 1966 på Nationalmuseet i Köpenhamn, men kom tillbaka till Nymindegab 1977.